# Louis Roussel (abbé)
Pour les articles homonymes, voir Louis Roussel et Roussel.
Louis Roussel, né le 5 décembre 1825, à Saint-Paterne, mort le 11 janvier 1897 à Boulogne-Billancourt, est un prêtre catholique fondateur de l’œuvre sociale Les Orphelins-apprentis d'Auteuil, et directeur de l'hebdomadaire La France illustrée.

## Biographie

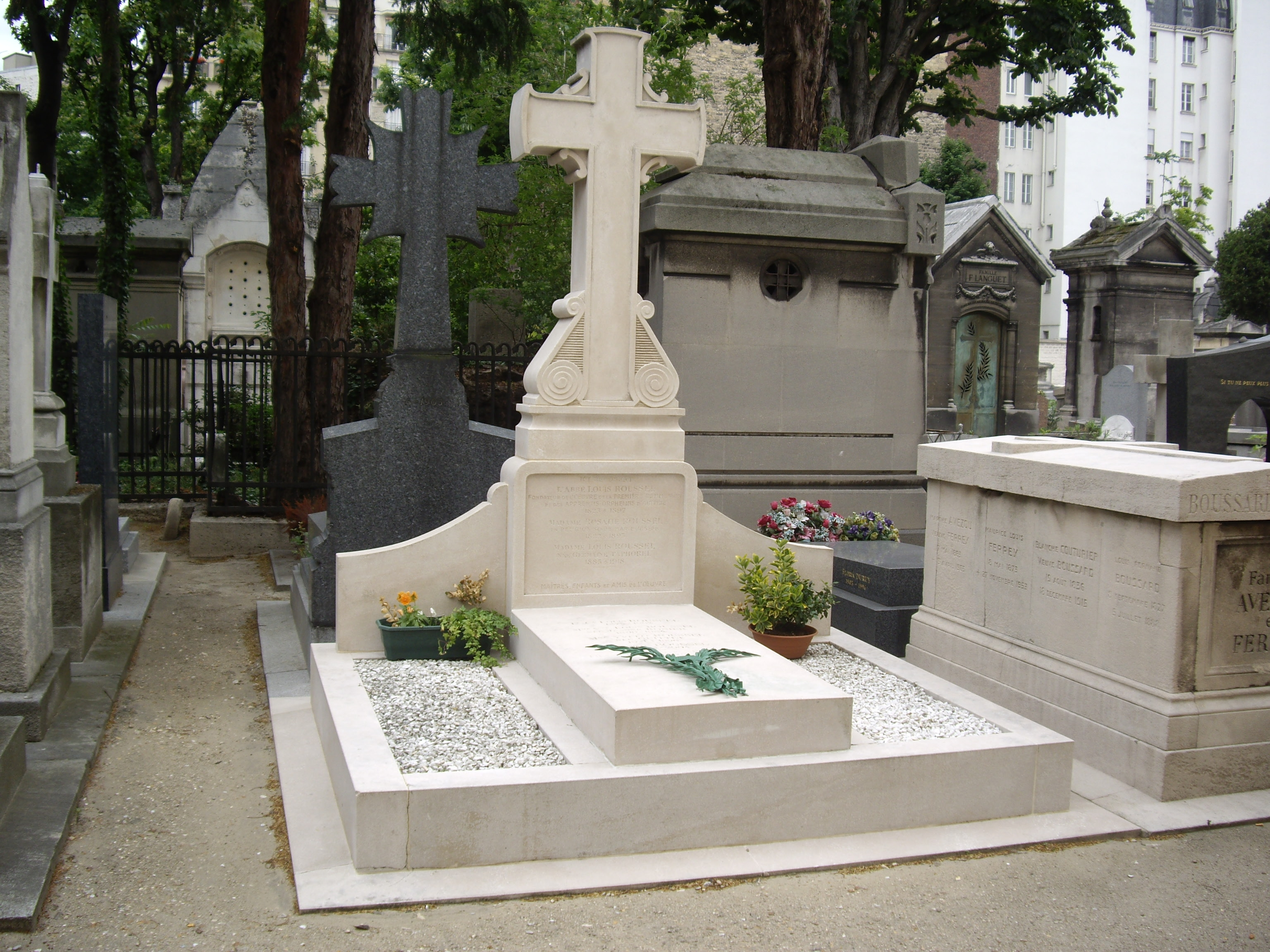
Tombe de l'abbé Roussel au cimetière d'Auteuil.

Né dans une famille modeste de plusieurs enfants, dans un village près d'Alençon, son père qui exerce le métier de tisserand a déjà un frère, Joseph Roussel, et un demi-frère, Louis Fouchet, prêtres ; il mourra en 1839. Joseph Roussel, curé de Neufchâtel-en-Saosnois, prend en charge Louis et sa sœur Rosalie. Celle-ci deviendra la supérieure de la maison de Billancourt.
En 1844, son oncle, l'abbé Louis Fouchet l'envoie à l'abbé Desgenettes, curé de Notre-Dame des Victoires, pour lui trouver une situation. Celui-ci le confie à Charles Letaille, héritier d’une petite maison d’imageries pieuses, rue Saint-Jacques (il s'installera plus tard dans le quartier Saint-Sulpice) qui le prend comme apprenti et lui fait découvrir les conférences de Saint-Vincent-de-Paul, fondée par Frédéric Ozanam en 1833 et les Frères de Saint Vincent de Paul. Encouragé par Charles Letaille, Louis Roussel entre au petit séminaire de Saint-Nicolas-du-Chardonnet.
En 1848, on le retrouve au pied des barricades, soignant les blessés au péril de sa vie.
Louis Roussel entre au séminaire Saint-Sulpice en 1849 et est ordonné prêtre en 1854. Puis son apostolat l’appelle vers le monde ouvrier et la congrégation des Frères de Saint-Vincent-de-Paul. Installé dans le faubourg de Grenelle, il se consacre à la population pauvre : vestiaire, bibliothèque, soupe populaire, refuge pour enfants. Il cumule en outre la charge d'aumônier militaire.
En 1865, l'abbé Roussel quitte sa congrégation pour pouvoir se consacrer à une œuvre qui lui tient à cœur : la première communion des enfants et des jeunes adultes ayant dépassé l'âge de la faire en paroisse.
Le 19 mars 1866, l'Œuvre de la Première Communion s'installe au 40 rue La Fontaine à Paris. La vie s'organise dans des locaux vétustes qu'il faut aménager.
De 1866 à 1895, l’abbé Roussel doit porter à bout de bras une œuvre fragile en proie à des difficultés de tous ordres :

1870 - 1871 : Guerre franco-prussienne. L'abbé Roussel envoie les jeunes dans la Sarthe et transforme Auteuil en « cercle militaire ». Puis survient la Commune.

1871 - juillet : Un nouveau pas est franchi dans l'éducation des enfants. L’apprentissage de la cordonnerie s'ajoute à l'instruction et au catéchisme. C'est le début des Orphelins-Apprentis d'Auteuil.

1873 : Auteuil s'équipe d'un atelier d'imprimerie.

1874 : 5 décembre. Le premier numéro de La France illustrée sort des presses de l'œuvre et remporte un franc succès.

1875 : L'apprentissage se diversifie : tailleurs, serrurerie, peinture, horticulture, fabrication d'objets religieux.

1878 : La banqueroute menace... Une souscription du Figaro sauve l'œuvre de justesse.

1879 : Une annexe est ouverte au Fleix, en Dordogne ; on y apprend le métier de la vigne.

1882 : Création de Boulogne-Billancourt. Seconde annexe d'Auteuil, école de jardinage. Les jeunes restaurent intégralement les bâtiments.

1883 : Billancourt devient annexe pour les fillettes. L'orphelinat est dirigé par la sœur religieuse de l'abbé Roussel.

1895 : L'abbé Daniel Fontaine succède à l'abbé Roussel
Épuisé, il se retire et s’éteint le 11 janvier 1897 dans la maison des fillettes à Billancourt.
Il est inhumé au cimetière d'Auteuil (16e arrondissement de Paris). Dans le quartier, l'avenue de l'Abbé-Roussel lui rend hommage.

## Publications
- Bulletin trimestriel de l'œuvre de Notre-Dame de la Première Communion, existe déjà en 1869 (8 décembre) jusqu'en 1874
- La France illustrée, journal littéraire, scientifique et religieux, directeur L. Roussel ; n° 1 (5 décembre 1874)-? ; Paris (40 rue La Fontaine), 1874-[1935?]
- L'Ami des enfants ou l'Éducation à l'école et dans la famille, n° 1 en mars 1878.